# 酒井坦
酒井 坦（さかい ひろし、1946年9月 - ）は、日本の農芸化学者（蛋白質工学・酵素学）。学位は、博士（農学）（東京大学・論文博士・1993年）。静岡県立大学大学院生活健康科学研究科教授・食品栄養科学部教授。

## 来歴

### 生い立ち
1946年生まれ。東京大学に進学し、農学部の林産学科で農学を学んだ。なお、東大紛争の影響により、1960年代後半から1970年代前半にかけ、東京大学は学生の卒業を6月とする措置を一時取っていた。そのため、酒井も1971年6月に東京大学を卒業した。その後、東京大学の大学院に進学した。農学系研究科の農芸化学専攻にて農芸化学を学び、1975年6月に博士課程を中途退学した。なお、東京大学より、農学修士の学位を授与されている。

### 研究者として
大学院の博士課程を中途退学した翌月、母校である東京大学に採用され、農学部の助手として勤務することになる。なお、助手としての所属は、学生時代に在籍した林産学科ではなく、農芸化学科であった。また、1993年には、東京大学より、博士（農学）の学位を授与された。
1996年4月、静岡県立大学に転じ、大学院の生活健康科学研究科にて助教授に就任した。その後、1999年4月に、静岡県立大学大学院にて、生活健康科学研究科の教授に昇任した。
現在は、静岡県立大学の大学院にて生活健康科学研究科に所属し、食品栄養科学専攻の教授を務め、食品蛋白質工学研究室を主宰している。また、静岡県立大学の食品栄養科学部にて、食品生命科学科の教授も兼任している。

## 研究
専門領域は農芸化学であり、化学にもかかわりの深い農学の一分野である。その中でも、特に蛋白質工学や酵素学を専門分野としている。具体的には、酵素の耐熱性や糖質関連酵素について、蛋白質工学の見地から研究を行っている。加えて、蛋白質の構造についての研究も行っている。
また、酵素を用い、有用なモノテルペンを合成する新技術を開発した。柑橘類に由来するγ-テルピネン合成酵素への変異導入により、サビネンを生産するように改変した。この技術を用いれば、γ-テルピネンの合成と同手法でサビネンを生産できるとされる。従来の技術に比べると、異なるモノテルペンを同条件で生産できるメリットがあり、かつ、酵素を用いて合成するため、穏和な条件で純度の高い標品を得ることが可能となった。なお、この新技術は、静岡県立大学を運営する静岡県公立大学法人により、「組換えサビネン合成酵素及びその利用」として特許出願されている。

## 略歴
- 1946年9月 - 誕生。
- 東京都立新宿高等学校卒
- 1971年6月 - 東京大学農学部卒業。
- 1975年6月 - 東京大学大学院農学系研究科博士課程中途退学。
- 1975年7月 - 東京大学農学部助手。
- 1996年4月 - 静岡県立大学大学院生活健康科学研究科助教授。
- 1999年4月 - 静岡県立大学大学院生活健康科学研究科教授。